# لی مین-سونگ
لی مین-سونگ (انگلیسی: Lee Min-sung؛ زادهٔ ۲۳ ژوئن ۱۹۷۳) یک بازیکن فوتبال و مربی اهل کره جنوبی است.
از باشگاه‌هایی که در آن بازی کرده‌است می‌توان به سئول، [[باشگاه فوتبال بوسان ای‌پارک]|بوسان ای پارک]، و پوهانگ استیلرز اشاره کرد.
وی همچنین در تیم‌های ملی فوتبال کره جنوبی بازی کرده و در دو جام جهانی ۱۹۹۸ و ۲۰۰۲ به میدان رفته است.